# Wikinger (Wiki)
WIKINGER – eine Abkürzung für „WIKI Next Generation Enhanced Repository“ – war ein interdisziplinäres Forschungsprojekt, das auf der Basis von semantischen Netzen und Wiki-Technologie eine Plattform zur kooperativen Wissensgenerierung im Internet für Wissenschaftler schaffen sollte. Das Projekt lief von Oktober 2005 bis Oktober 2008 an der Fakultät für Ingenieurwissenschaft der Universität Duisburg-Essen. Es wurde mit 1 Million Euro von der e-Science-Initiative des Bundesministeriums für Bildung und Forschung gefördert.

## Ziele
Während der Informationsaustausch unter Wissenschaftlern bisher vor allem über klassische Kanäle lief (Veröffentlichungen in Büchern und Zeitschriften, Konferenzen, bilaterale Kommunikation), sollten mit einem Wiki-System weitere Potentiale für vernetztes Wissensmanagement erschlossen werden. Das Projekt WIKINGER sollte eine Plattform schaffen, mit der Wissenschaftler über das Semantic Web effektiv auf jeweilige Wissensdatenbanken ihres Fachgebiets zurückgreifen und über das Internet kollaborativ neues Wissen schaffen können. Das Prinzip ähnelt dem der Wikipedia. Anders als bei der Wikipedia war jedoch eine Nutzung speziell für wissenschaftliche Forschung vorgesehen. Wissenschaftler sollten insbesondere darin unterstützt werden, neue Beiträge mit bereits vorhandenem Wissen zu vernetzen. 
Exemplarischer Forschungsbereich war zunächst die Geschichte des Katholizismus im 19. und 20. Jahrhundert. Anschließend sollte das System auf andere geisteswissenschaftliche und auf naturwissenschaftliche Forschungsgebiete übertragen werden.